# Grip stavkirke
Grip stavkirke czyli kościół słupowy w Grip – jeden z najmniejszych i najprostszych kościołów słupowych (klepkowych) w Norwegii, wzniesiony ok. 1470 roku. Znajdował się we wsi rybackiej Grip, obecnie opuszczonej, włączonej do Kristiansundu, w okręgu Møre og Romsdal. Użytkowany w okresie letnim.

## Opis
Jednonawowy kościół z prezbiterium równej nawie szerokości, zbudowany ok. 1470 roku. Przebudowany i odnowiony w 1621 roku i ponownie w latach 1860–1870. Zainstalowano wtedy nowe okna i wyłożono ściany boazerią, malowaną na biało. W 1932 roku usunięto ją całkowicie, przywracając pierwotny wygląd wnętrza. Wymieniono wtedy również zewnętrzne pokrycie, kryjąc kościół na nowo ciętym gontem i deskami, impregnowanymi smołą i malowanymi czerwoną farbą, a dach gontem asfaltowym.
W ołtarzu kościoła znajduje się cenny niderlandzki tryptyk, przedstawiający Marię Pannę, Św. Olafa (który chroni od sztormów) i Św. Małgorzatę (opiekunkę podróżnych), ofiarowany w 1520 roku przez Izabelę Habsburżankę, księżniczkę austriacką i królową duńską (żonę Chrystiana II). W 1515 roku flotylla wioząca księżniczkę do Danii wpadła w potężny sztorm. W podzięce za szczęśliwe ocalenie, królowa zamówiła w Utrechcie pięć identycznych ołtarzy, które zostały rozmieszczone w pięciu kościołach diecezji arcybiskupa Erika Valkendorfa, który towarzyszył jej w tej niebezpiecznej podróży. Podczas reformacji ołtarz został ukryty i przywrócono go na miejsce dopiero podczas remontu w 1932 roku; innym skarbem kościoła jest kielich mszalny z 1320 roku.
W okresie poreformacyjnym kościół został ozdobiony ściennymi malowidłami tworzącymi draperie, przedstawiającymi postacie biblijne i inskrypcje pisane gotykiem (cytaty z Biblii po duńsku i łacinie) na belkach nośnych przez lokalnych artystów. W 1796 roku budynek przetrwał potężny sztorm, który zniszczył ponad 100 domów w okolicy, a wraz z nim przetrwali schronieni w nim mieszkańcy wioski.

## Galeria

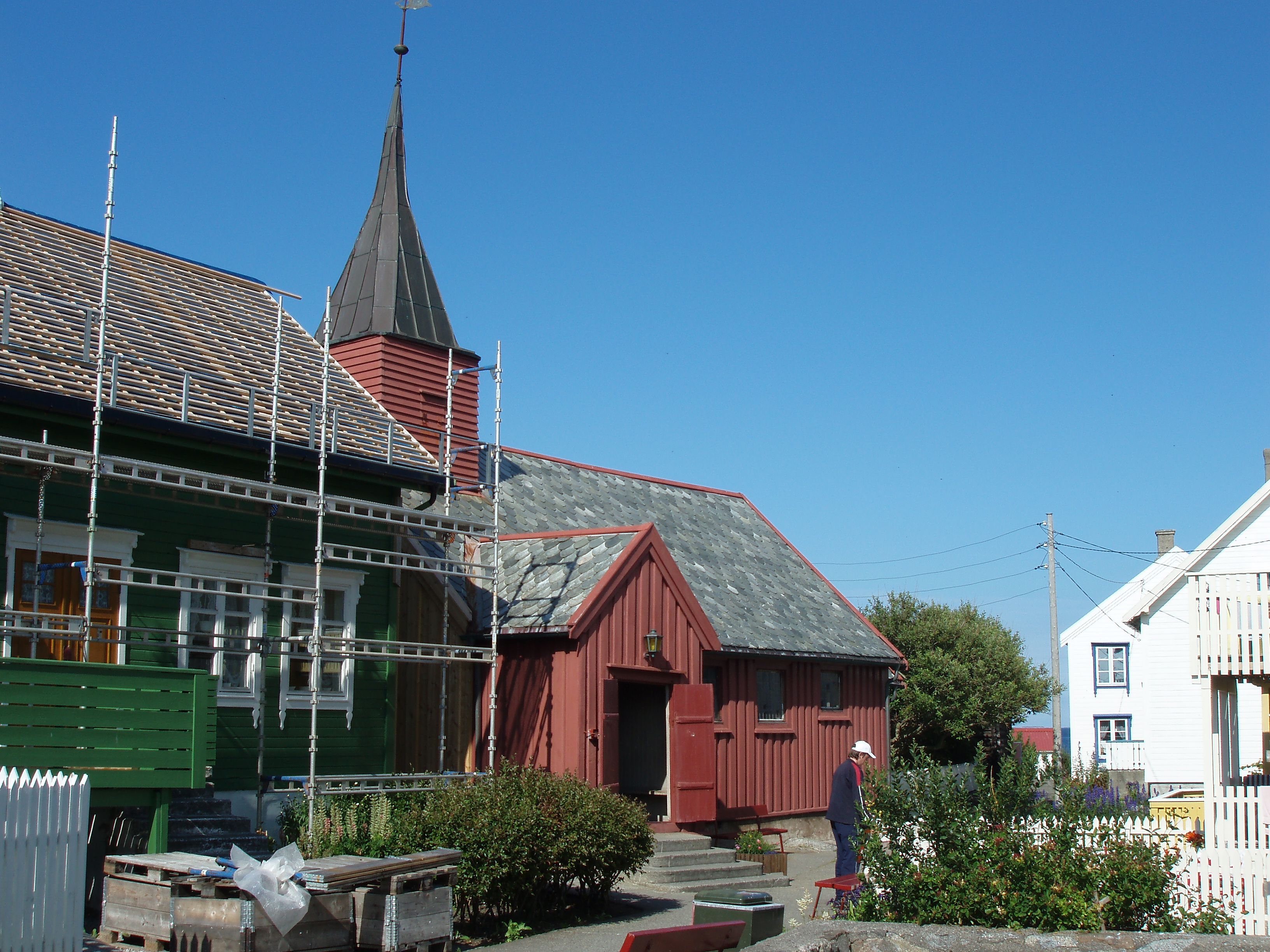
Kościół i okoliczne domy
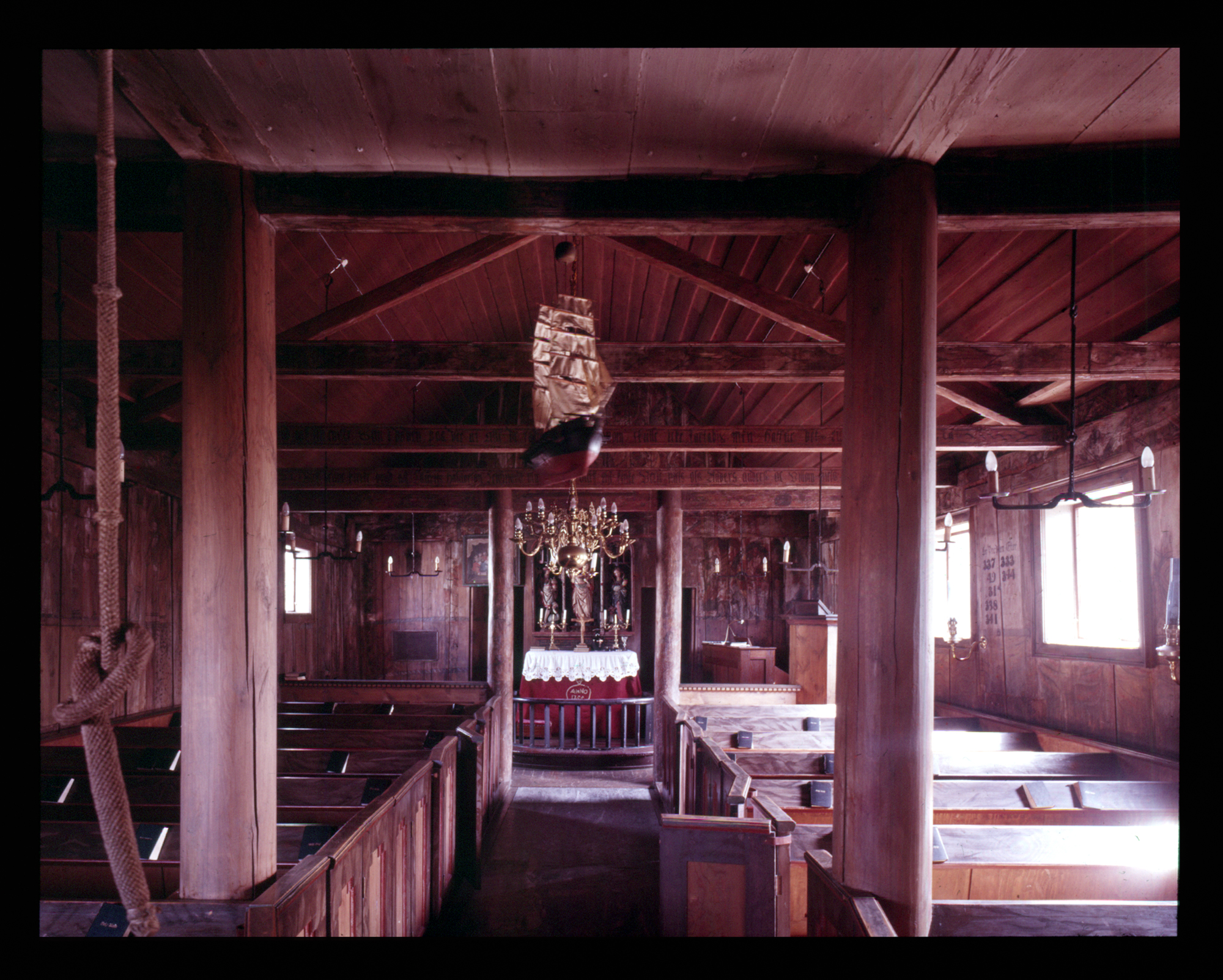
Wnętrze kościoła
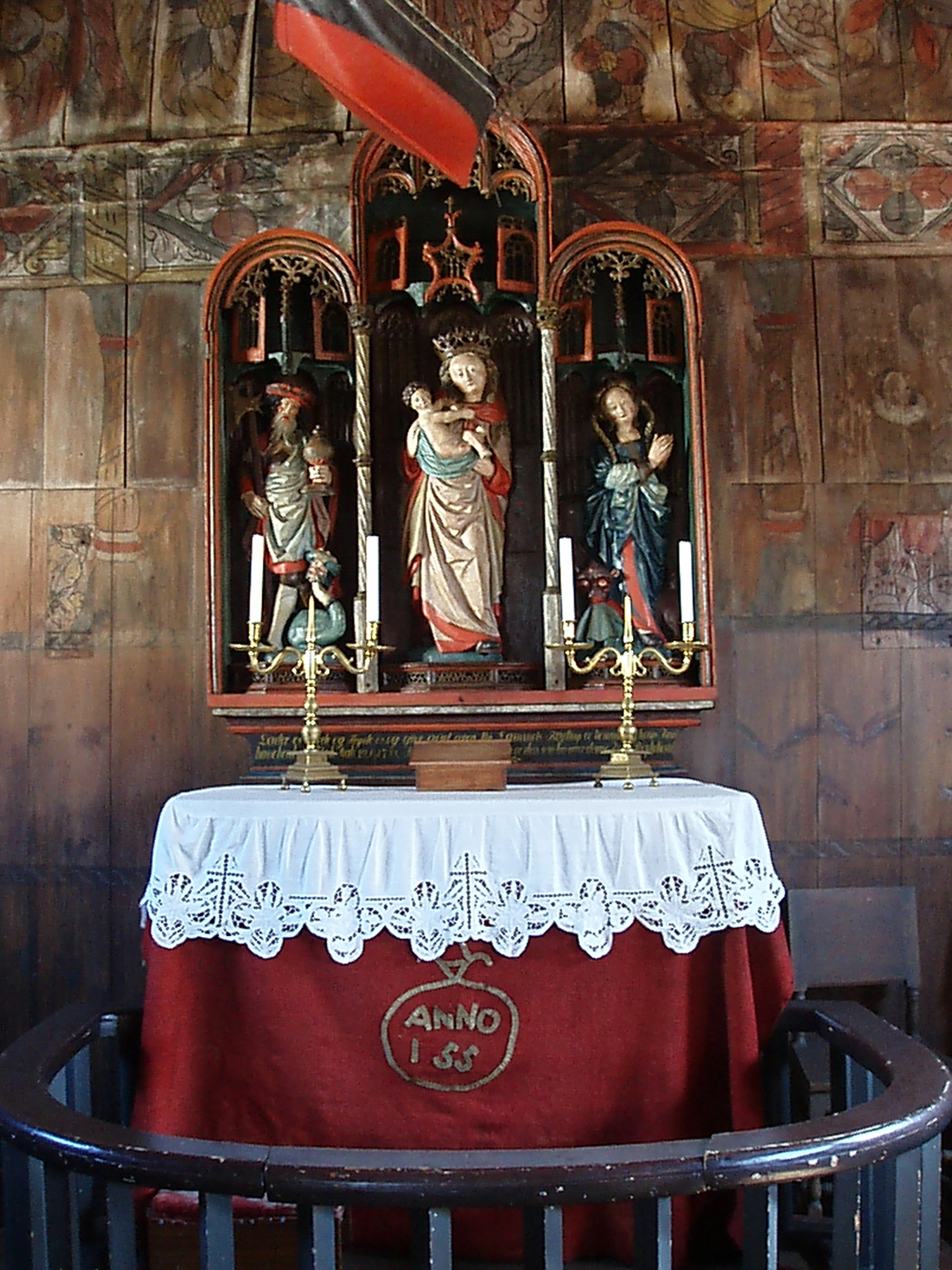
Ołtarz z rzeźbionym tryptykiem i statkiem-wotum
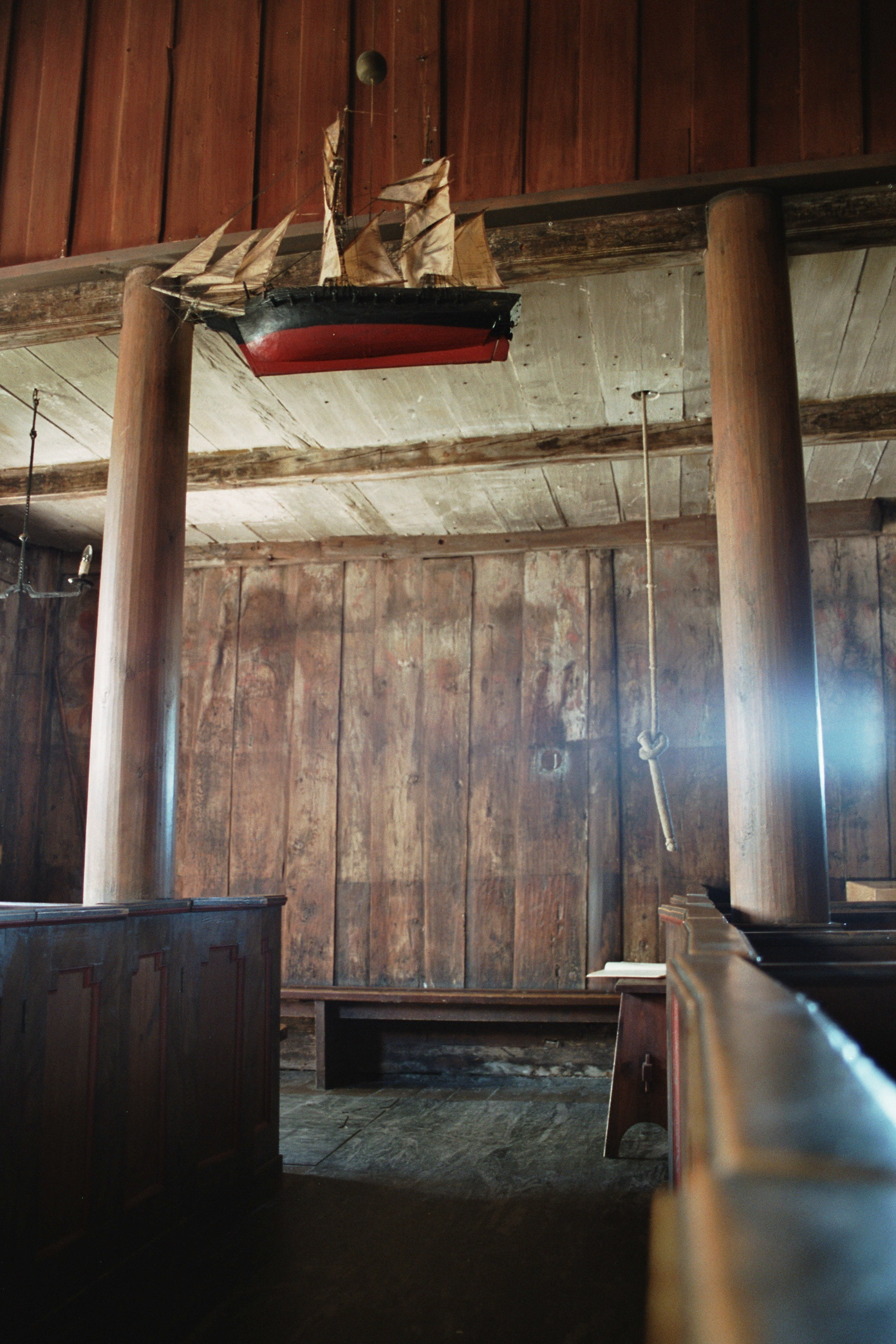
Nawa i drugi zawieszony statek-wotum